# تیانت
تیانت (به عربی: تیانت) یک شهرداری در الجزایر است که در استان تلمسان واقع شده‌است. تیانت ۲۱ کیلومتر مربع مساحت و ۴٬۴۹۳ نفر جمعیت دارد.